# Henderson (Iowa)
Henderson es una ciudad ubicada en el condado de Mills en el estado estadounidense de Iowa. En el Censo de 2010 tenía una población de 185 habitantes y una densidad poblacional de 333,78 personas por km².

## Geografía
Henderson se encuentra ubicada en las coordenadas 41°8′24″N 95°25′52″O / 41.14000, -95.43111. Según la Oficina del Censo de los Estados Unidos, Henderson tiene una superficie total de 0.55 km², de la cual 0.55 km² corresponden a tierra firme y (0%) 0 km² es agua.

## Demografía
Según el censo de 2010, había 185 personas residiendo en Henderson. La densidad de población era de 333,78 hab./km². De los 185 habitantes, Henderson estaba compuesto por el 99.46% blancos, el 0% eran afroamericanos, el 0% eran amerindios, el 0% eran asiáticos, el 0% eran isleños del Pacífico, el 0% eran de otras razas y el 0.54% pertenecían a dos o más razas. Del total de la población el 0.54% eran hispanos o latinos de cualquier raza.